# Pochuta
Pochuta é uma cidade da Guatemala do departamento de Chimaltenango.